# Zimirina brevipes
Espèce
Zimirina brevipes est une espèce d'araignées aranéomorphes de la famille des Prodidomidae.

## Distribution
Cette espèce se rencontre en Espagne en Catalogne et en Italie en Sardaigne,.

## Description
La femelle holotype mesure 3,6 mm.

## Systématique et taxinomie
Cette espèce a été décrite par Pérez et Blasco en 1986.

## Publication originale
- Pérez & Blasco, 1986 : « Nota sobre los Prodidominae (Araneae: Gnaphosidae) de la Peninsula Iberica. » Mémoires de la Société Royal Belge d'Entomologie, vol. 33, p. 155-164.